# 이병옥 (1927년)
이병옥(1927년 4월 17일~2020년 6월 14일)은 대한민국의 정치인이다. 제6·7·8·9대 국회의원, 제17·18·19대 무임소장관을 지냈다.

## 역대 선거 결과
|  | 32.63% |

|  | 59.69% |

|  | 58.96% |

|  | 34.04% |